# Ø-dværgvækst
Ø-dværgvækst er et biologisk fænomen, som betyder, at dyrearter på øer bliver mindre i størrelse, når de gennemgår evolution inden for et geografisk begrænset habitat.
Det vigtigste videnskabelige arbejde om dette fænomen blev skrevet af biologen J. Bristol Foster , men han forskede kun om pattedyr . Han forklarer dværgvæksten som en reaktion på overbefolkning. På et begrænset rum har små individer gavn af det, fordi de kræver færre ressourcer, såsom mad. Denne effekt kan dog være forskellig for forskellige dyrearter og er ikke fuldstændig bevist.

## Eksempler på ø-dværgvækst
- Uddøde små arter af flodheste på Madagaskar og på forskellige øer i Middelhavet.[1]
- Fossile elefanter på Kreta , Malta , Sardinien og Cypern.
- Homo floresiensis på øen Flores.
- Uddøde dværgmammutter på Kanaløerne (Californien) og på Wrangel Island.
- Urocyon littoralis, en ræveart på Kanaløerne (Californien).
- En underart af den asiatiske elefant, som lever i Borneo og Indonesien.
- Rensdyr på Svalbard som kun har en højde på 65 centimeter, mens individer på fastlandet har en gennemsnitlig højde på 110 centimeter.
- Den fossile dinosaur Europasaurus menes at have været dværg.

Der er også en tendens til at vaskebjørne, kaniner, svin og kronhjorte udvikler dværgvækst hvis de befinder sig på øer. Hos oprindeligt små dyr, såsom gnavere, har man set det modsatte fænomen, når de er isoleret på øer. Her vokser arterne simpelthen. Dette fænomen har man observeret hos leguaner , gekkoer og firben af slægten Gallotia, der lever på De Kanariske Øer.